# IceWM

IceWM es un gestor de ventanas

IceWM es un gestor de ventanas para el sistema gráfico X Window, utilizado en sistemas Unix y derivados. Fue escrito por Marko Maček desde cero en C++ y está disponible bajo los términos de la licencia GPL en unos 20 idiomas. Es relativamente ligero en cuanto a uso de memoria RAM y CPU, y viene con temas que imitan las interfaces de usuario de sistemas como  Windows 95, OS/2, Motif, etc.
El principal objetivo del proyecto IceWM es tener un gestor de ventanas con una buena apariencia y a la vez ligero. IceWM puede ser configurado mediante archivos de texto sencillo que están ubicados en el directorio home de cada usuario, haciendo fácil personalizar y copiar la configuración. IceWM tiene incluida de forma opcional una barra de tareas, menú, medidores de red y CPU, revisión de correo electrónico y reloj. También existe soporte oficial para los menús de Gnome 2.x y KDE 3.x 4.x mediante paquetes separados, múltiples escritorios (en forma predeterminada están disponibles cuatro), atajos de teclado y sonidos para eventos (mediante IceWM Control Panel).
IceWM light es una versión con menos opciones, sin apoyo para iconos de inicio rápido en la barra de tareas por ejemplo, consistiendo sólo en un menú sencillo de texto y la clásica barra de tareas; lo cual hace de IceWM un gestor incluso más rápido y ligero.
IceWM es utilizado en la Netbook Asus Eee PC como su escritorio por defecto.
En los sistemas operativos libres GNU/LINUX se puede reiniciar desde "cerrar sesion".